# Isidoro Marín Garés
Isidoro Marín Garés (Granada, 14 de julio de 1863 – Granada, 1926) fue un pintor, ceramista y restaurador español.
Hijo de Isidoro Marín Molinos, natural de Villanueva de Cameros y de Teresa Gares Arantave, natural de Granada, nació el 14 de julio de 1863.
Se formó en la Escuela de Bellas Artes de Granada junto a Julián Sanz del Valle y
Eduardo García Guerra.
Debido a su precaria situación económica tuvo que recurrir a numerosas actividades y técnicas artísticas, aplicadas a la elaboración de carteles, retratos e ilustraciones, litografías y otras representaciones pictóricas sobre papel, madera, vidrio, tela, cerámica, abanicos, etcétera. También fue restaurador de obras de arte, decorador en las viviendas más distinguidas de Granada, profesor de pintura y de cerámica en la Escuela de Artes y Oficios, ayudante de Gómez-Moreno, donde tuvo por discípulos a Ismael González de la Serna, Ramón Carazo Martínez y Marino Antequera. También fue conservador de la Alhambra.
Participó en la Exposición Universal de Barcelona de 1888, donde fue premiado con una medalla, al mismo tiempo que exponía en la Sala Parés de la misma ciudad, la única muestra de su carrera llevada a cabo fuera de Granada.
Influenciado por las corrientes artísticas latentes en la Granada de finales del siglo XIX y principios del XX y sobre todo por Mariano Fortuny, Isidoro Marín elaboró una obra de carácter costumbrista y paisajista de estética impresionista, con rasgos del modernismo y reminiscencias del realismo pictórico. Destacó sobre todo como acuarelista representando numerosos rincones del Albaicín.
Fue miembro del Centro Artístico, literario y Científico y de la tertulia de la Cofradía del Avellano.

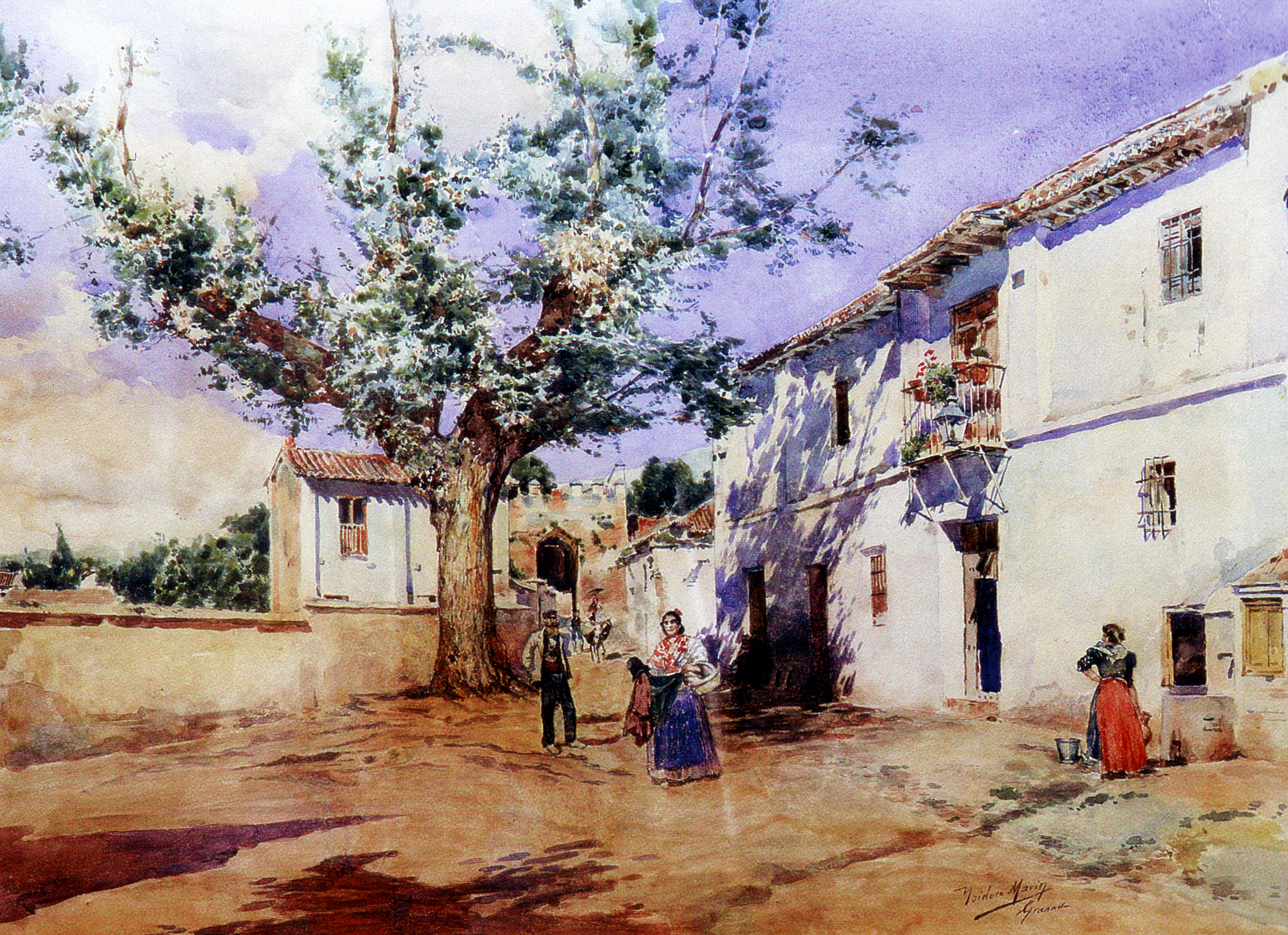
Aljibe de la Cruz de Piedra
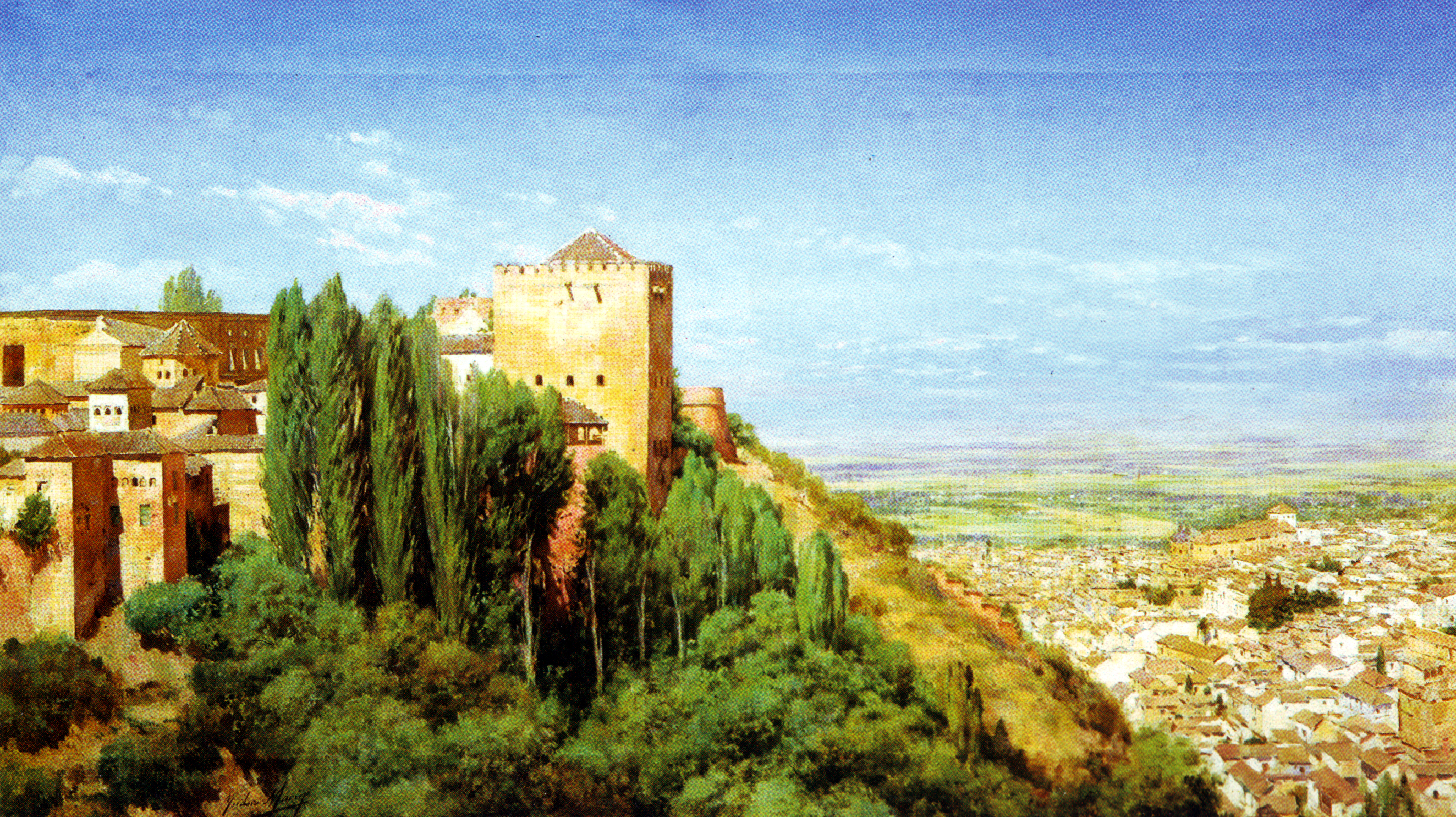
Desde el Generalife
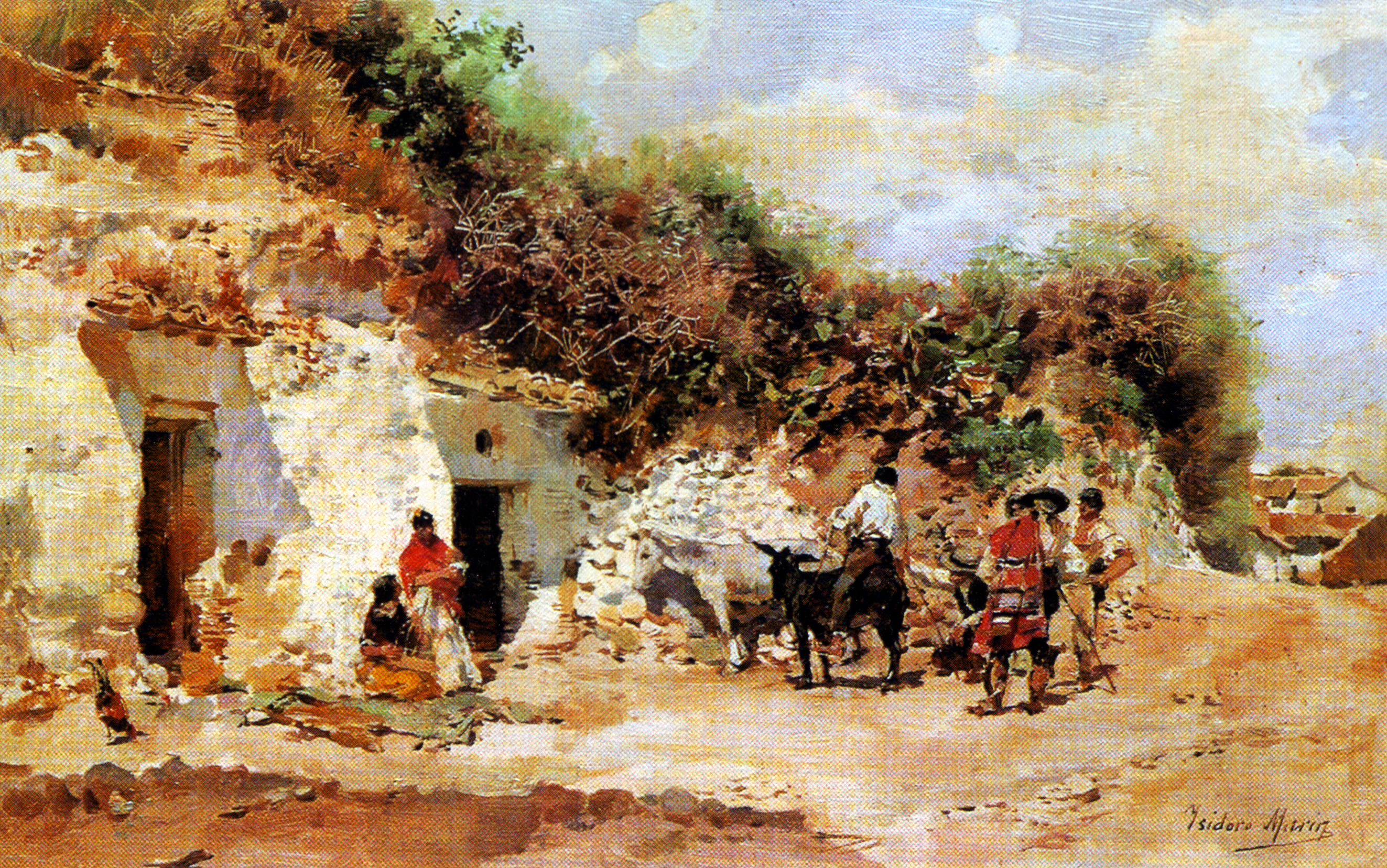
El tato
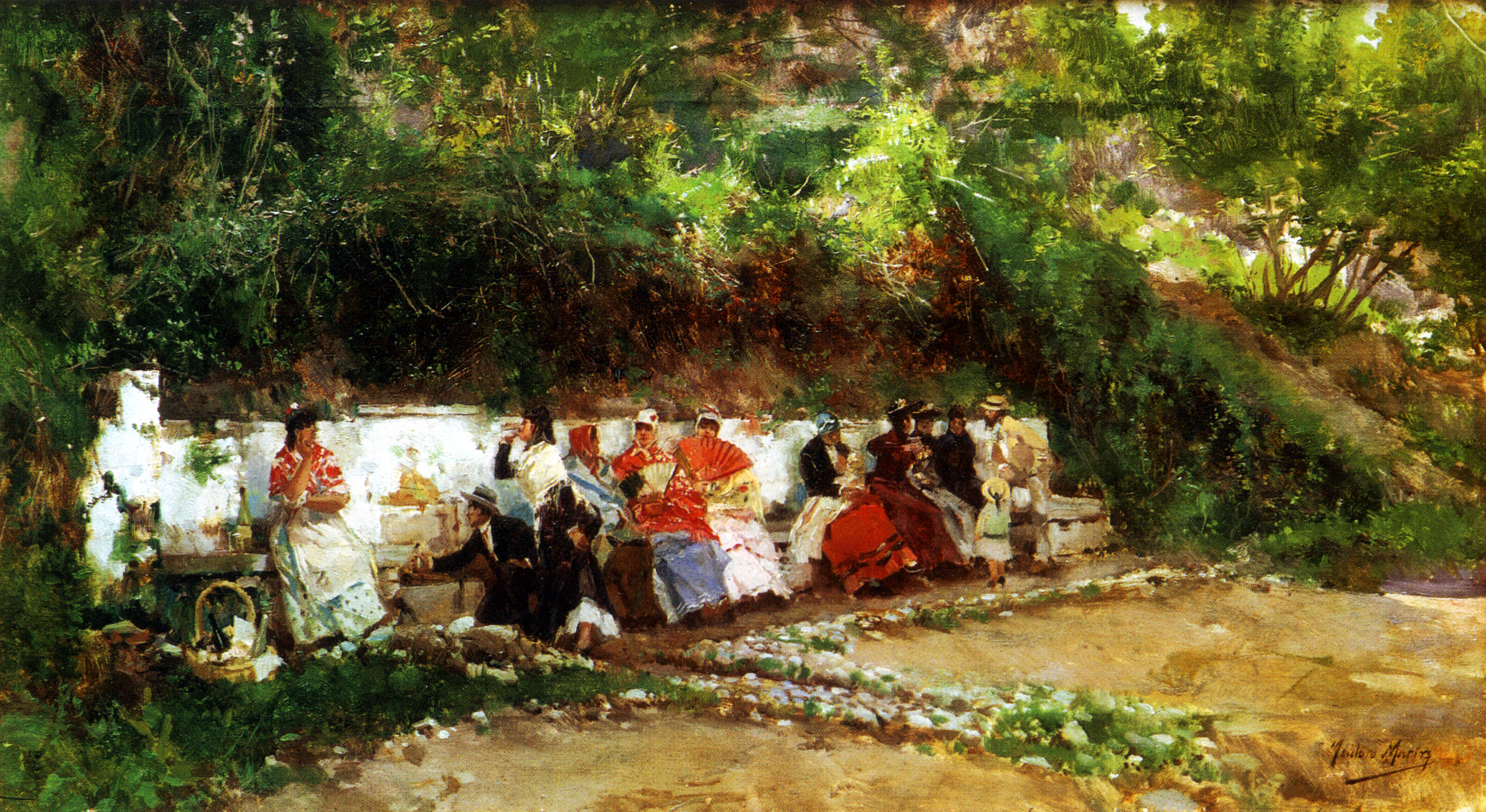
Fuente de la salud
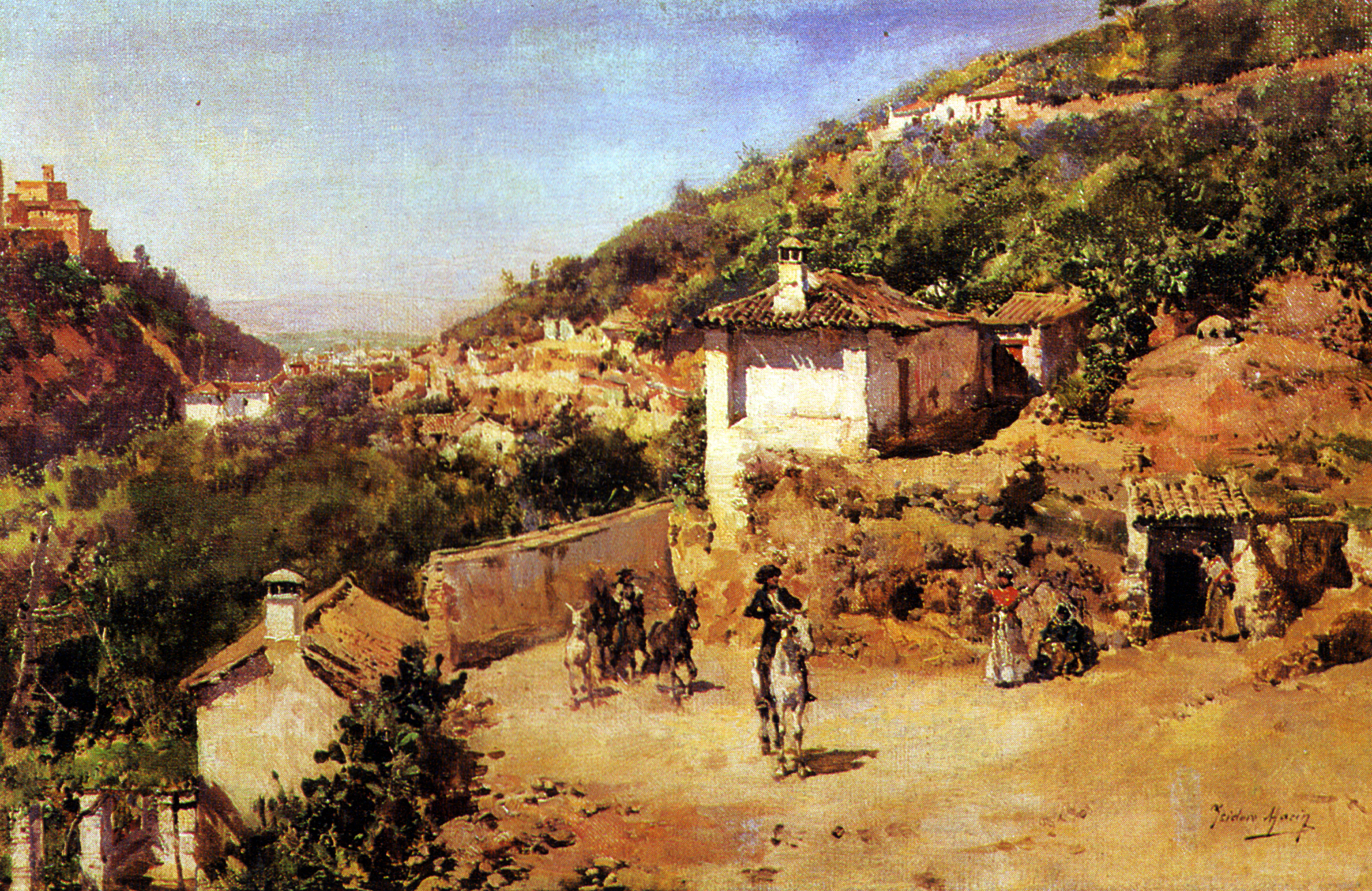
Gitanos en el camino del Monte
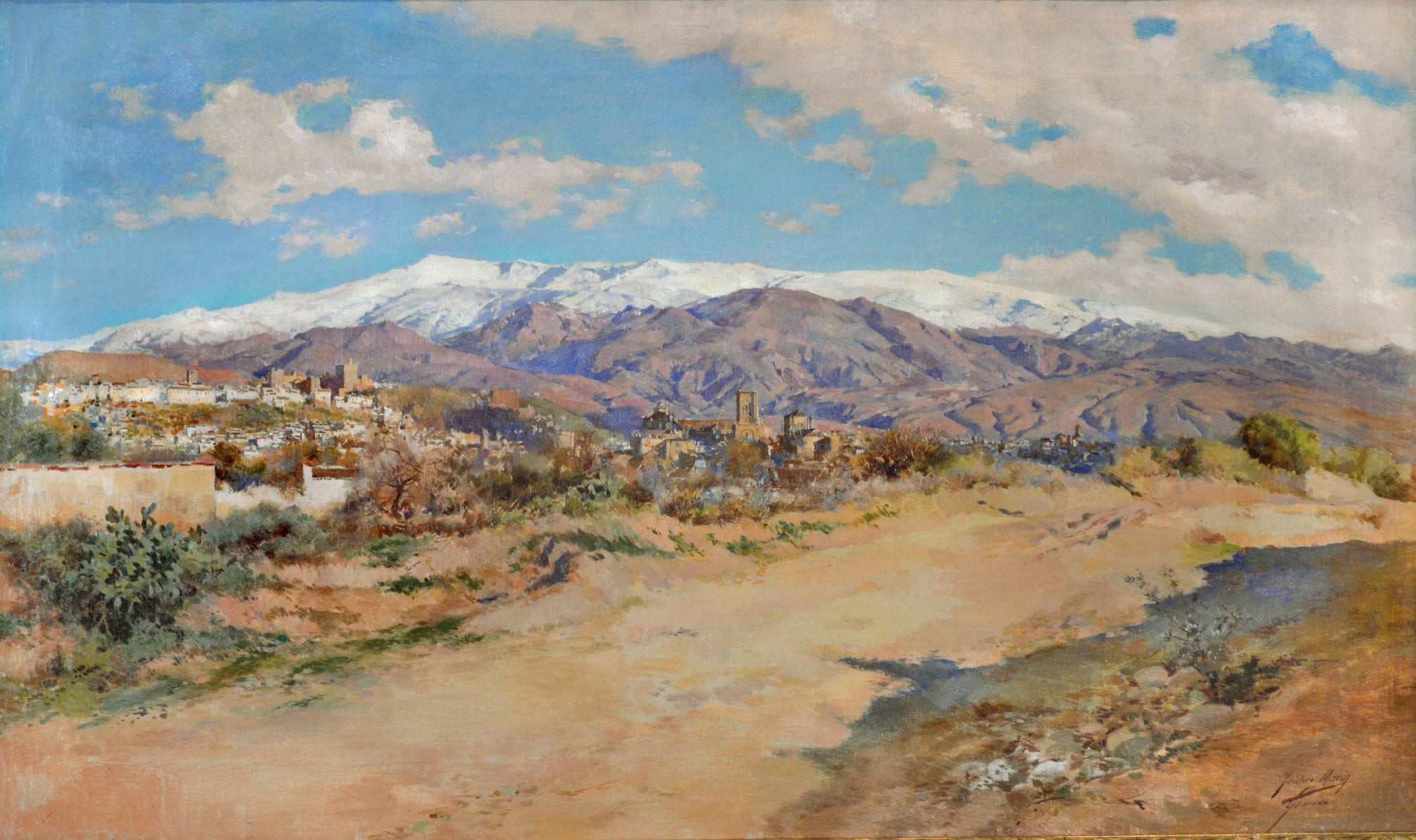
Granada
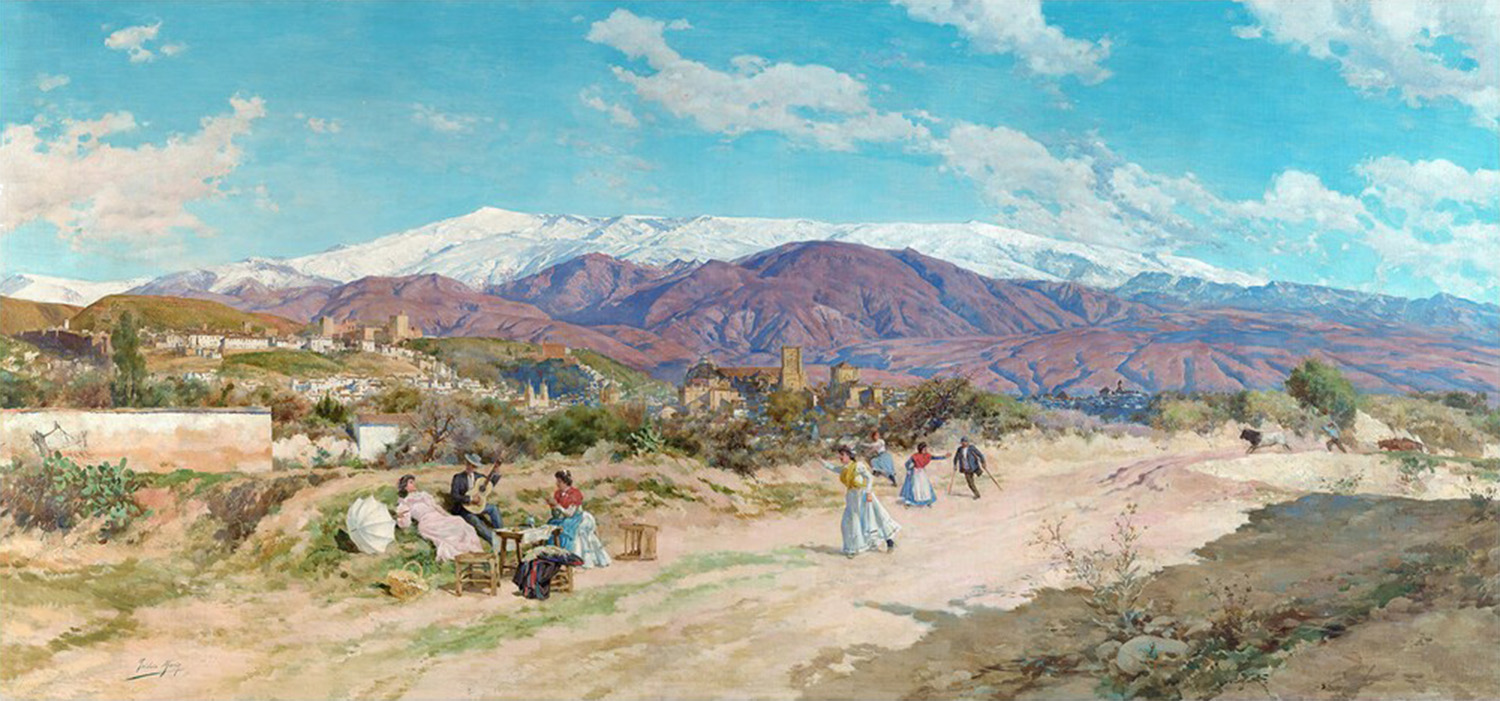
Paisaje de Granada con figuras
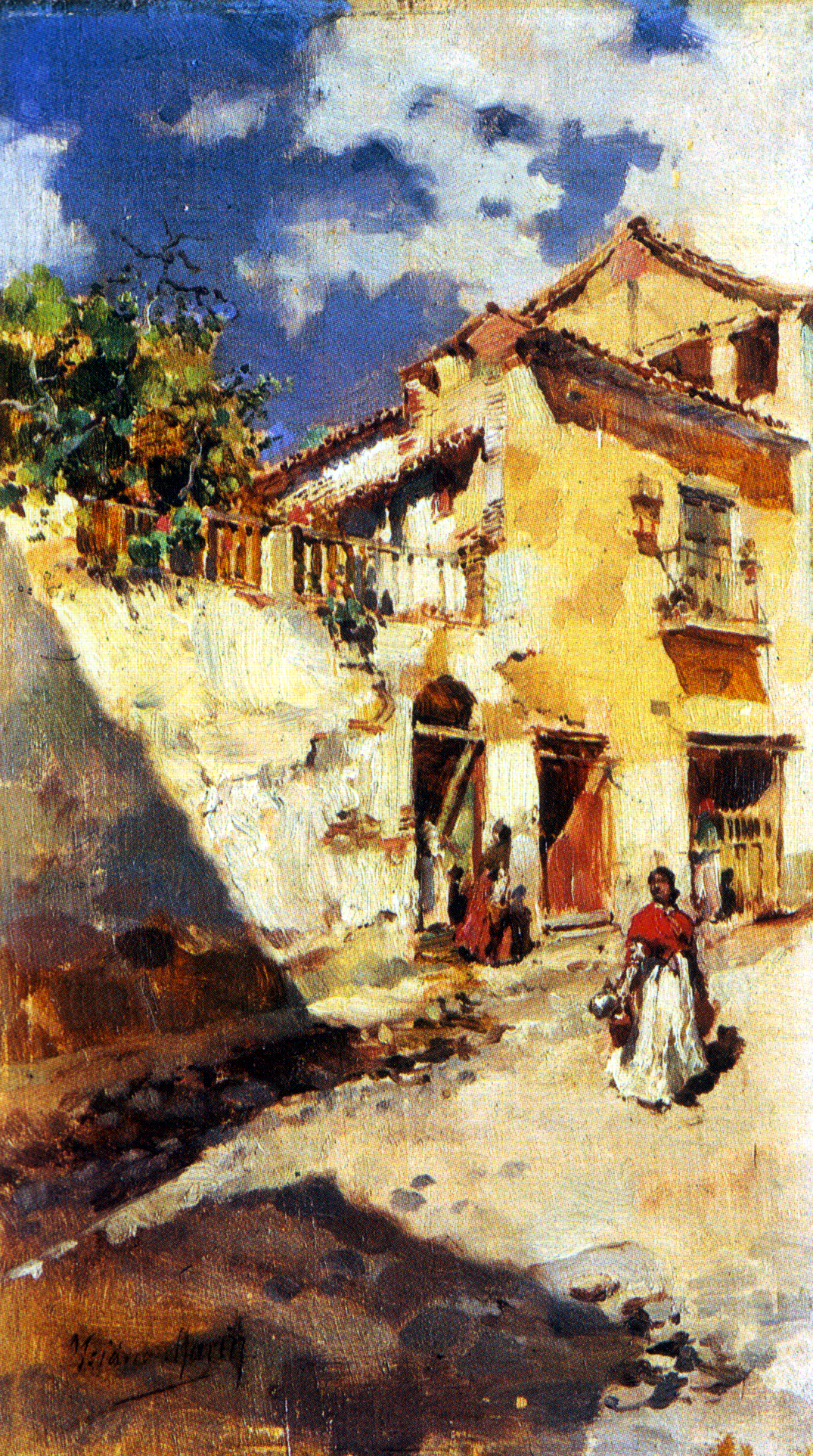
La casa de las Moscas
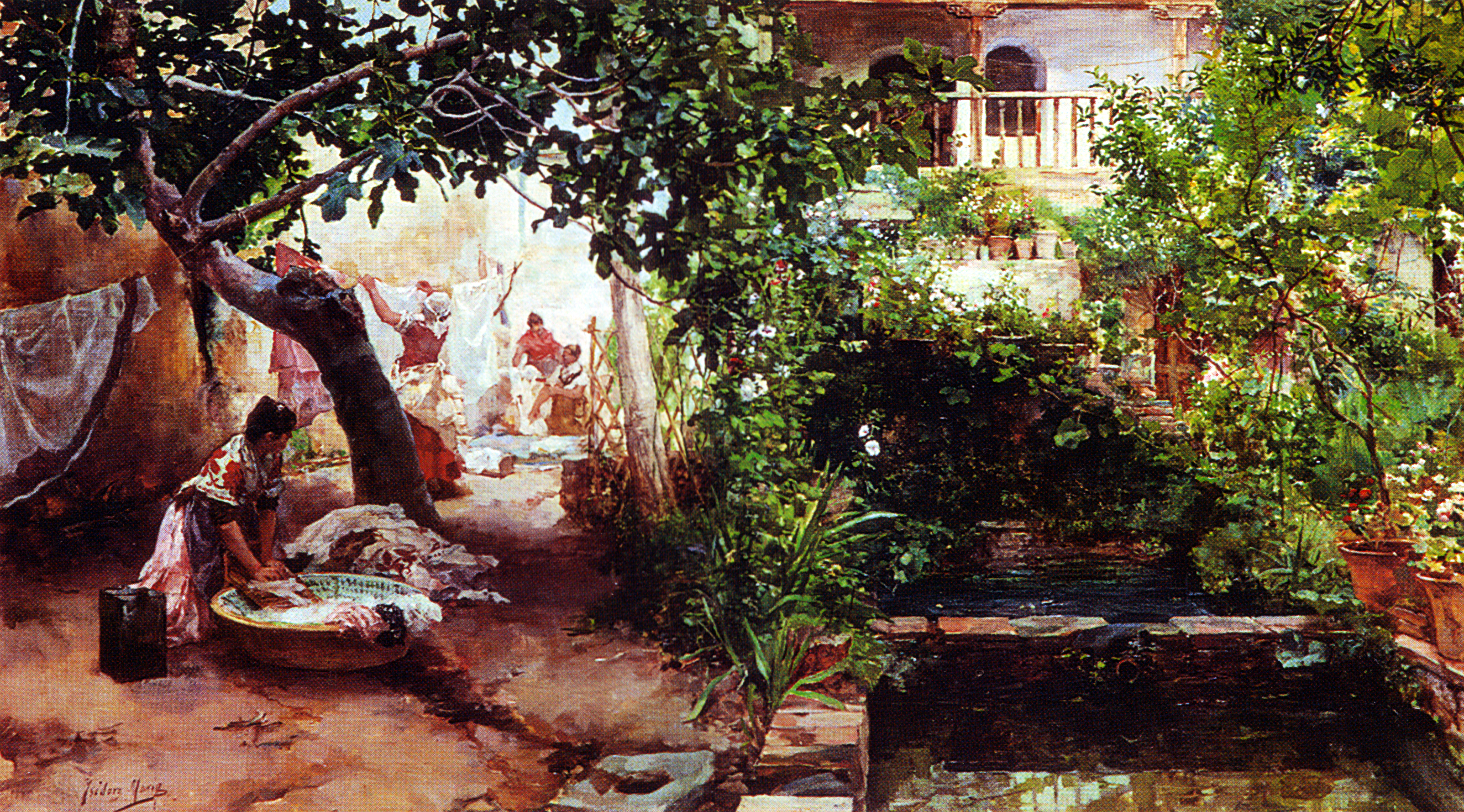
Lavadero
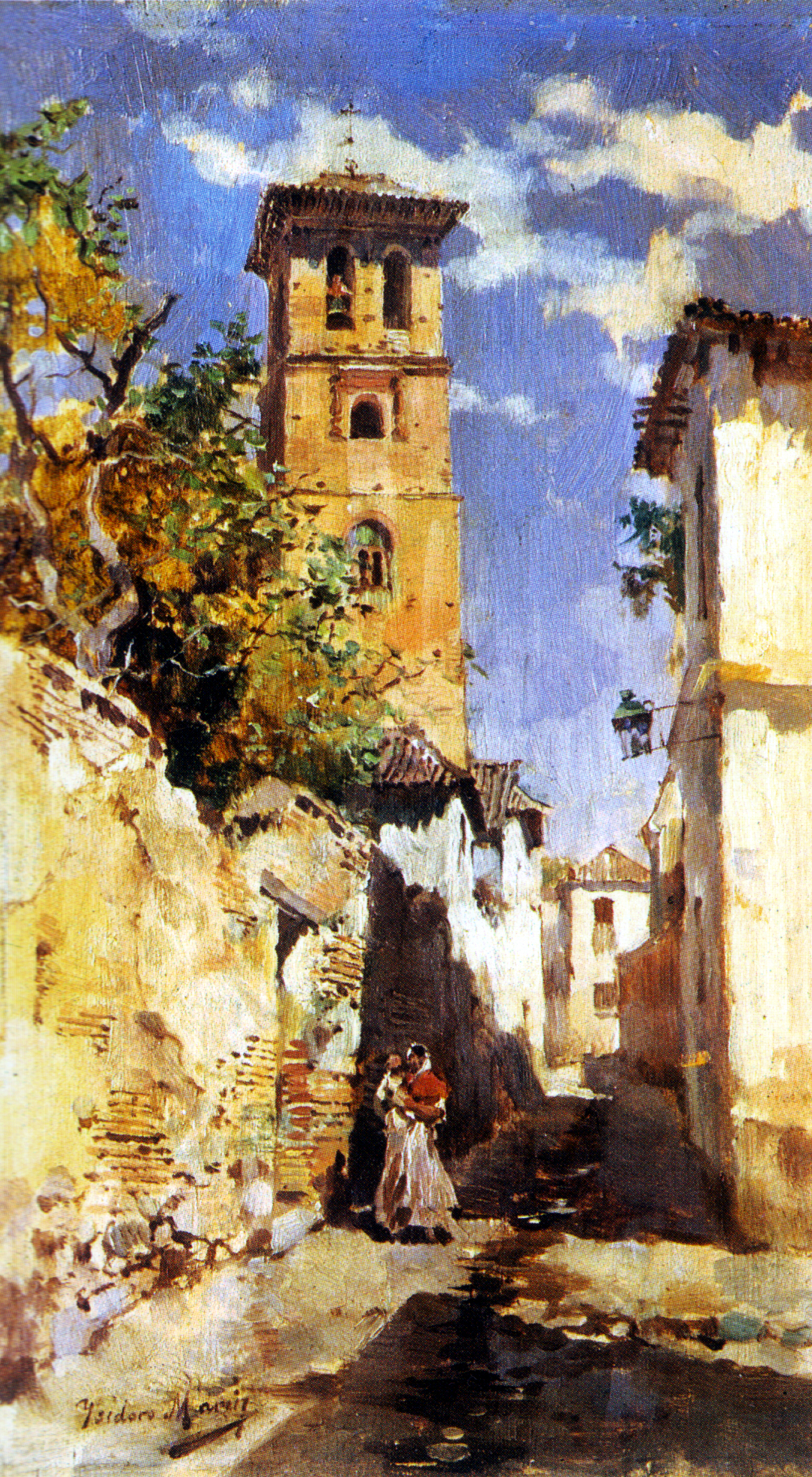
San Bartolomé
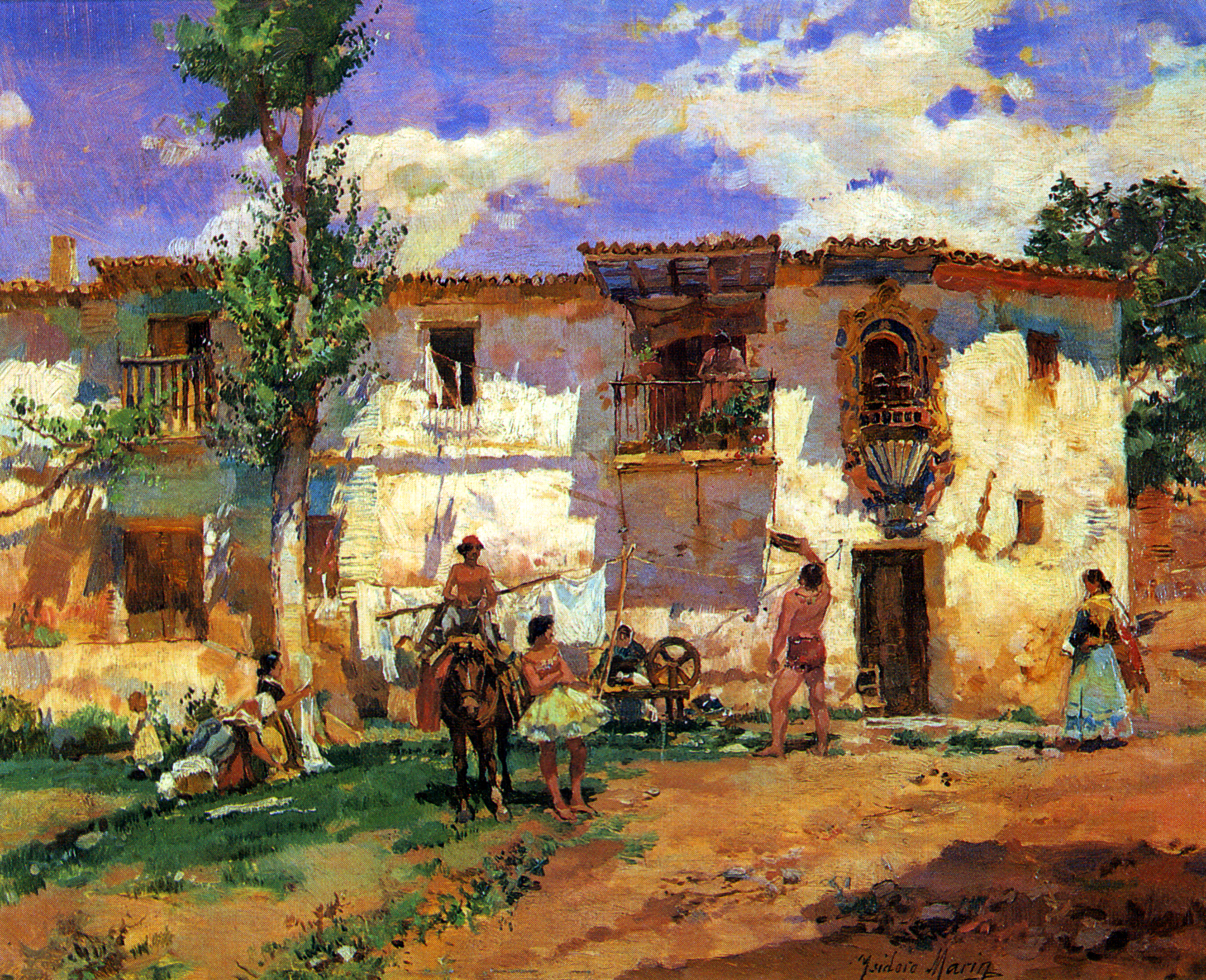
Titiriteros en la plaza del Conde
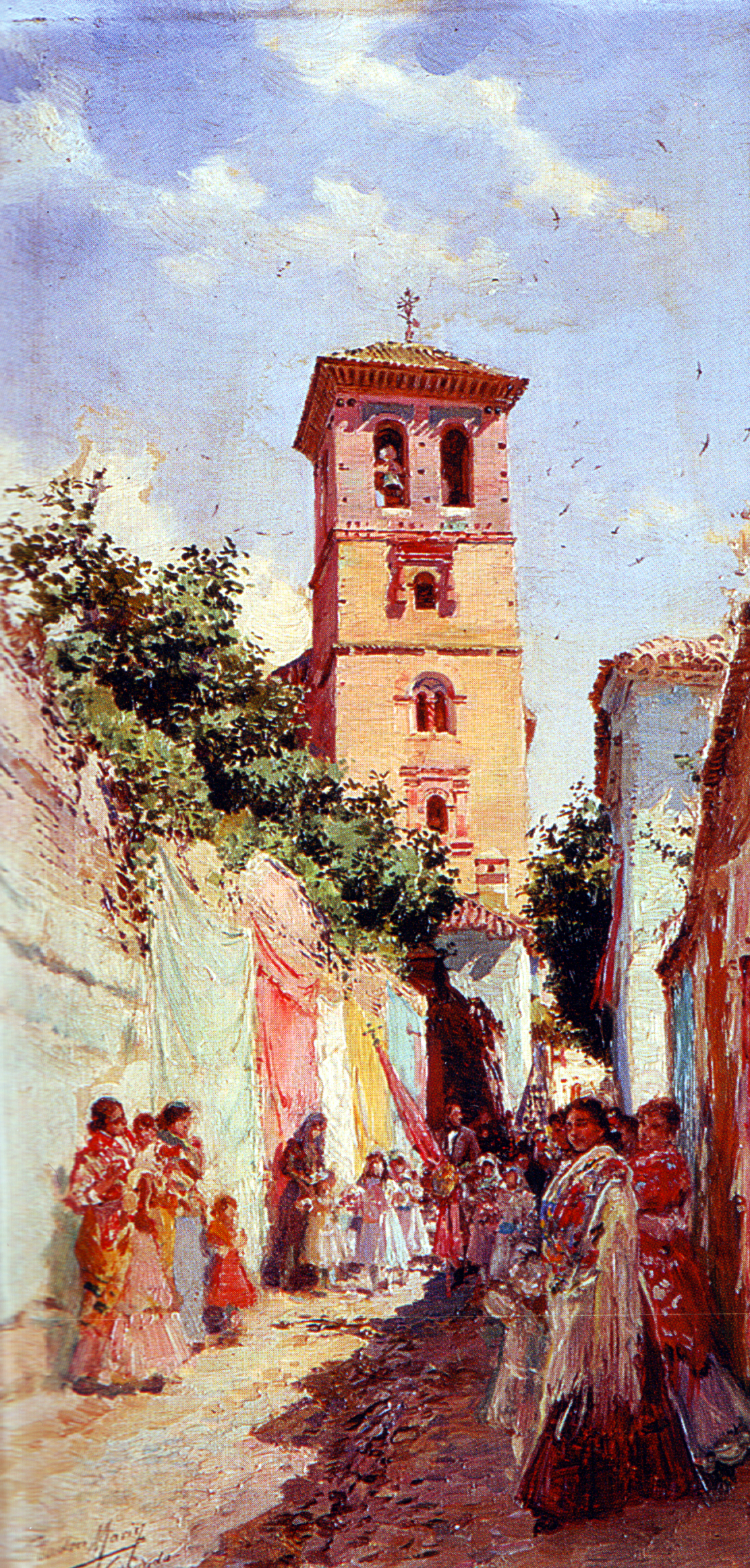
Viático de san Bartolomé